# Martín Zubimendi Ibáñez
Martín Zubimendi Ibáñez   (Sant Sebastià, 2 de febrer de 1999) és un futbolista professional basc que juga com a migcampista a l'Arsenal Football Club i a la selecció espanyola.

## Carrera de club
Nascut a Sant Sebastià, Gipuzkoa, País Basc, Zubimendi es va unir al planter de la Reial Societat el 2011, a 12 anys. Va fer el seu debut com a sènior amb l'equip C el 27 d'agots de 2016, jugant els últims set minuts en un empat 0–0 a casa contra la SCD Durango en partit de la Tercera Divisió.
El 25 de juliol de 2018, Zubimendi va renovar el seu contracte fins al 2022, i fou definitivament promogut a l'equip filial a Segona Divisió B. El següent 28 d'abril, va fer el seu debut amb el primer equip – i a La Liga – entrant com a suplent als darrers minuts en el lloc de Rubén Pardo en un partit guanyat a casa per 2–1 sobre el Getafe CF.
El 24 de juliol de 2020, Zubimendi va renovar el seu contracte amb els Txuri-urdin fins al 2025, essent promocionat al primer equip.
El 24 de febrer de 2022, Zubimendi va marcar el seu primer gol en competicions europees en una victòria a casa per 3-1 contra l'RB Leipzig durant les eliminatòries de la Lliga Europa de la UEFA. Un mes més tard, el 13 de març, va marcar el seu primer gol a la Lliga en una victòria per 1-0 davant el Deportivo Alavés. A l'octubre, va ampliar el seu contracte amb el club fins al 2027. El 20 de setembre de 2023, va debutar a la Champions League en un empat 1-1 contra l'Inter de Milà.

### Arsenal
El 6 de juliol de 2025, Zubimendi va signar amb l'Arsenal FC un contracte a llarg termini per un valor aproximat de 70 milions d'euros (55 milions de lliures).

## Carrera internacional
Zubimendi va representar Espanya sub-19 en un amistós perdut per 2–1 contra Portugal sub-19 el 15 de novembre de 2017.
A causa de l'aïllament d'alguns jugadors de la selecció després del positiu per Covid19 de Sergio Busquets, va ser convocat amb la selecció absoluta per un amistós contra Lituània el 8 de juny de 2021. Zubimendi va fer el seu debut com a sènior en el partit.

## Estil de joc
L'estil de joc versàtil de Zubimendi es compara amb jugadors de renom, en particular amb Sergio Busquets. Demostra serenitat i control, guiant jugades i ajustant el ritme del joc. El seu paper consisteix a iniciar jugades des de posicions profundes, mostrant una presa de decisions precisa. L'aptitud de Zubimendi per rebre passades i crear espais recorda la de Busquets, reflectint una profunda comprensió del joc i l'art de crear oportunitats. A més, les seves habilitats tècniques, incloent-hi el regateig i les curses profundes, s'alineen amb les dels millors migcampistes, mentre que la seva retenció de pilota en espais reduïts reflecteix qualitats que es veuen en jugadors com ara Xabi Alonso i David Silva.

## Palmarès

### Club
Reial Societat
- Copa del Rei: 2019–20[18][19]

### Selecció espanyola
Selecció espanyola sub-23
- 1 Medalla d'argent en els Jocs Olímpics: 2020

Selecció espanyola absoluta
- 1 Eurocopa: 2024[20]
- 1 Lliga de les Nacions de la UEFA: 2022-23[21]